# انسداد لوله فالوپ
انسداد لوله فالوپ، یکی از علل اصلی ناباروری زنان است. لوله‌های فالوپ مسدود شده نمی‌توانند اجازه دهند تخمک و اسپرم به هم نزدیک شوند، بنابراین لقاح و باروری غیرممکن می‌شود.

## انواع
تقریباً ۲۰ درصد ناباروری زنان را می‌توان به علل لوله ای نسبت داد. انسداد انتهای لوله‌ها (که بر دهانه انتهایی لوله (به سمت تخمدان) تأثیر می‌گذارد) معمولاً با تشکیل هیدروسالپینکس همراه است و اغلب ناشی از کلامیدیا تراکوماتیس است. چسبندگی لگنی ممکن است با چنین عفونتی همراه باشد. در اشکال کمتر شدید، فیمبریا ممکن است به هم چسبیده شده و آسیب ببیند، اما ممکن است هنوز مقداری از قابلیت عبور حفظ شده باشد. انسداد لوله میانی می‌تواند به دلیل انجام روش‌های بستن لوله باشد زیرا بخشی از لوله هدف رایج مداخلات عقیم‌سازی است. انسداد لوله‌های پروگزیمال می‌تواند پس از عفونت‌هایی مانند سقط سپتیک رخ دهد.

## علل
بیشتر اوقات، یک لوله ممکن است به دلیل عفونت‌هایی مانند بیماری التهابی لگن (PID) مسدود شود. نرخ ناباروری لوله‌ای پس از یک بار ابتلا به PID در حدود ۱۲٪، پس از دو بار ۲۳٪ و پس از سه بار ۵۳٪ گزارش شده است. لوله‌های فالوپ همچنین ممکن است به دلیل آندومتریت، عفونت‌های پس از زایمان و عفونت‌های داخل شکمی از جمله آپاندیسیت و پریتونیت مسدود شوند یا از کار بیافتند. تشکیل چسبندگی‌ها لزوماً نمی‌تواند یک لوله فالوپ را مسدود نماید، اما ممکن است به دلیل تغییر شکل یا جدا کردن آن از تخمدان آن باعث اختلال عملکرد آن شود. گزارش شده است که زنان با انسداد انتهایی لوله نرخ بالاتری از عفونت ایدز دارند.
لوله‌های فالوپ ممکن است به عنوان یک روش پیشگیری از بارداری مسدود شوند. در این شرایط، لوله‌ها معمولاً سالم هستند و معمولاً بیمارانی که درخواست این روش را دارند، معمولاً دارای فرزند هستند. بستن لوله به عنوان یک روش دائمی پیشگیری در نظر گرفته می‌شود.

## تشخیص
در حالی که آزمایش کامل عملکرد لوله‌ها در بیماران ناباروری ممکن نیست، آزمایش قابلیت عبور لوله‌ها امکان‌پذیر است. در هیستروسالپینگوگرام، زمانی که رنگ رادیوپک به داخل حفره شکمی نشت می‌کند، نشان می‌دهد که لوله‌ها باز هستند. سونوگرافی می‌تواند ناهنجاری‌های لوله‌ای مانند هیدروسالپینکس که نشان‌دهنده انسداد لوله است را نشان دهد. معمولاً در طی جراحی، لاپاراسکوپی، وضعیت لوله‌ها می‌تواند مورد بررسی قرار گیرد و رنگی مانند متیلن بلو در فرآیندی به نام کروموتیوبیشن به رحم تزریق می‌شود که نشان داده می‌دهد، زمانی که دهانه رحم مسدود است، از لوله‌ها عبور می‌کند. کروموتیوبیشن لاپاراسکوپی به عنوان استاندارد طلایی ارزیابی لوله‌ای توصیف شده است.از آنجا که بیماری لوله‌ای اغلب به عفونت کلامیدیا مرتبط است، آزمایش آنتی‌بادی‌های کلامیدیا به یک ابزار غربالگری مقرون به صرفه برای پاتولوژی لوله‌ای تبدیل شده است.
انسداد لوله‌ای تنها از نظر تاریخی جالب است و به عنوان یک روش قدیمی در برای نشان دادن قابلیت عبور لوله‌ها استفاده می‌شد؛ این روش قبل از ارزیابی لاپاراسکوپی ارگان‌های لگنی مورد استفاده قرار می‌گرفت.

## درمان
درمان انسداد لوله‌های فالوپ به‌طور سنتی با جراحی لوله‌ای (توبوپلاستی) انجام می‌شد که هدف آن بازگرداندن قابلیت عبور لوله‌ها و در نتیجه عملکرد طبیعی آنها بود. یک روش رایج در درمان مدرن امروزی، لقاح مصنوعی (IVF) است که به دلیل هزینه کمتر، تهاجم کمتر و نتایج فوری، محبوبیت بیشتری دارد. روش‌های جایگزین مانند فیزیوتراپی دستی نیز برای توانایی باز کردن و بازگرداندن عملکرد به لوله‌های فالوپ مسدود شده در برخی از زنان ذکر شده است. درمان‌هایی مانند فناوری‌های باروری کمکی بیشتر از جراحی استفاده می‌شوند.

### توبوپلاستی
توبوپلاستی به مجموعه‌ای از جراحی‌ها اشاره دارد که سعی در بازگرداندن قابلیت عبور و عملکرد لوله‌های فالوپ دارد تا بارداری امکان‌پذیر شود. از آنجا که ناباروری لوله‌ای یک علت شایع برای ناباروری است، توبوپلاستی‌ها قبل از توسعه لقاح مصنوعی (IVF) به‌طور رایج انجام می‌شد.
انواع مختلفی از توبوپلاستی توسعه یافته‌اند که می‌توانند از طریق لاپاراسکوپی یا لاپاراتومی انجام شوند.این روش‌ها شامل این موارد هستند:
- لیز ادهاش‌ها - آزاد کردن چسبندگی‌ها[۶]
- فیمبریوپلاستی- ترمیم انتهای فیمبریاته لوله‌ها.
- سالپینوستومی - ایجاد یک سوراخ برای لوله.
- برداشت و بازسازی - برداشتن قسمتی از لوله مسدود شده و اتصال مجدد قسمت‌های باقی‌مانده.
- توبال ری‌امپلنتیشن - اتصال مجدد لوله به رحم.

علاوه بر این، با استفاده از فلوئوروسکوپی یا هیستروسکوپی، انسداد پروکسیما لوله می‌تواند با کاتترگذاری انتخابی یک‌طرفه یا دوطرفه برطرف شود، که در آن یک کاتتر نازک از طریق قسمت پروکسیما لوله فالوپ پیش می‌رود تا بررسی و احتمالاً بازگرداندن قابلیت عبور لوله انجام شود.
نتایج جراحی لوله‌ای به‌طور معکوس با میزان آسیب‌های موجود قبل از جراحی مرتبط است. گسترش چسبندگی‌ها همچنان یک مشکل باقی مانده است. بیماران با لوله‌های جراحی شده در معرض خطر بیشتری برای بارداری خارج رحمی قرار دارند، هرچند که باروری در آزمایشگاه در بیماران با لوله‌های آسیب‌دیده نیز با خطر بارداری خارج رحمی همراه است.

### لقاح آزمایشگاهی
لقاح آزمایشگاهی فرآیندی است که طی آن تخمک توسط اسپرم خارج از بدن بارور می‌شود: in vitro. IVF یک درمان اصلی برای ناباروری است، زمانی که سایر روش‌های فناوری کمک باروری شکست خورده باشند. این فرایند شامل نظارت بر فرایند تخمک گذاری یک زن، برداشتن تخمک یا تخمک (تخمک یا تخمک) از تخمدان‌های زن و اجازه دادن به اسپرم برای بارور کردن آنها در یک محیط مایع در آزمایشگاه است. هنگامی که چرخه طبیعی یک زن برای جمع‌آوری تخمک (تخمک) طبیعی انتخاب شده برای لقاح کنترل می‌شود، به عنوان IVF چرخه طبیعی شناخته می‌شود. سپس تخمک بارور شده (زیگوت) به رحم بیمار منتقل می‌شود تا بارداری موفقی داشته باشد
باروری در آزمایشگاه (IVF) فرآیندی است که در آن یک تخمک خارج از بدن توسط اسپرم بارور می‌شود: در آزمایشگاه. IVF یک درمان اصلی برای نازایی است زمانی که سایر روش‌های فناوری کمک‌باروری. شکست خورده باشند. این فرایند شامل نظارت بر فرایند تخمک‌گذاری زن، برداشتن تخمک یا تخمک‌ها از تخمدان‌های زن و اجازه دادن به اسپرم برای بارور کردن آن‌ها در یک محیط مایع در آزمایشگاه است. زمانی که چرخه طبیعی زن برای جمع‌آوری یک تخمک طبیعی (تخمک) برای باروری تحت نظارت قرار می‌گیرد، به آن IVF در چرخه طبیعی گفته می‌شود. سپس تخمک بارور شده (زیگوت) با هدف ایجاد یک بارداری موفق به رحم بیمار منتقل می‌شود.
در حالی که درمان IVF به‌طور عمده جایگزین جراحی لوله‌ای در درمان نازایی شده است، وجود هیدروسالپنکس مانع موفقیت IVF می‌شود. توصیه شده است که قبل از انجام IVF، جراحی لاپاراسکوپی برای مسدود کردن یا برداشتن هیدروسالپنکس‌ها انجام شود.